# Epitheca petechialis
Epitheca petechialis là một loài chuồn chuồn thuộc họ Corduliidae.
Mùa bay của chúng từ tháng 1 đến tháng 7, hơi muộn hơn các loài đuôi rổ khác.
Các tiêu bản sớm nhất để xác định là phiên bản với các đốm đặc trưng trên cánh sau và cho loài này tên gọi thông dụng.
Các cá thể không có các đốm này khó phân biệt với các loài khác trong chi này.
Đuôi khác nhau giữa các loài và có thể so với các hình ảnh cận chụp được.

## Từ nguyên
Tên khoa học, petechialis, nghĩa là đốmg, đề cập đến các đốm ở nhiều, nhưng không phải tất cả các cá thể.